# Чърчища (Костурско)
 Тази статия е за костурското село.  За населишкото  вижте Скалохори (дем Горуша).  
Чърчища (в местния говор Чърчишча, на гръцки: Τσάρτσιστα, Царциста, на албански: Çërçishti) е бивше село в Егейска Македония, Република Гърция, разположено на територията на дем Костур, област Западна Македония.

## География
Селото е било разположено в Нестрамкол, на Чърчищката река (Крания), на 3 km западно от Добролища (Калохори) и на 15 km югозападно от Костур, на 730 m надморска височина. На северозапад Чърчища граничи с Горно Папратско, на север с Ошени, на североизток със Света Неделя и на изток с Добролища.

## История

### В Османската империя
Преди 1912 година жителите на Чърчища са около 80 албанци мюсюлмани. Според Георги Константинов Бистрицки Чърчища преди Балканската война е чифлик с 2 албански мохамедански къщи.
Преди 1923 година в селото има следните албански фамилии Меролеви (Merollinj), Зоневи (Zonja).

### В Гърция
След Балканската война селото влиза в Гърция. През 20-те години в напуснатото Чърчища се заселват гърци бежанци, които в 1928 година са 8 семейства с 33 души. През 1928 година Чърчища има 52 жители, от които 32 гърци бежанци и 20 албанци мюсюлмани, а през 1932 година в селото има 3 чуждоезични семейства. През 1940 година има 47 жители, а 5 години по-късно жителите на селището са 54.
Селото се разпаада по време на Гражданската война (1946 - 1949). Жителите на селото се изселват в съседното Добролища и в берското село Макрохори (Микрогуш). Землището му присъединено към това на Добролища.
В селото има зърнени складове, две къщи и кожарско предприятие. В 1964 година е построена наново гробищната църква „Успение Богородично“.
| Албански топоними от Чърчища преди изселването в 1923 година | Албански топоними от Чърчища преди изселването в 1923 година | Албански топоними от Чърчища преди изселването в 1923 година |
| Име                                                          | Име                                                          | Обяснение                                                    |
| ------------------------------------------------------------ | ------------------------------------------------------------ | ------------------------------------------------------------ |
| Ara e Asllankës                                              | Ниви на Асланка                                              | ниви на З                                                    |
| Ara e Kostës                                                 |                                                              | ниви на З                                                    |
| Ara e Madhe                                                  |                                                              | поле около 30 дюнюма на С                                    |
| Ara e Plepit                                                 |                                                              | ниви на Ю                                                    |
| Ara e Priftit                                                |                                                              | ниви на Ю                                                    |
| Ara e Urovit                                                 |                                                              | ниви с фий на З                                              |
| Ara e Vakëfit                                                |                                                              | ниви на С                                                    |
| Bi Çezmët                                                    |                                                              | ниви на Ю                                                    |
| Bi Draniç                                                    |                                                              | ниви на З                                                    |
| Burime                                                       |                                                              | ниви на З с извори, по-късно пресъхнали                      |
| Burim i Jankos                                               |                                                              | извор на СИ                                                  |
| Cop’ e Vogël                                                 |                                                              | малко поле на И                                              |
| Dardhat e Nesli Beft (Beut)                                  |                                                              | ниви с круши на С                                            |
| Fusha e Zonjës                                               |                                                              | ниви на С                                                    |
| Jonxhat                                                      |                                                              | ниви с люцерна на З зад реката                               |
| Kaçkat                                                       |                                                              | три ореха в редица отвъд реката                              |
| Klisha e Kodrës                                              |                                                              | развалини на църква на С                                     |
| Kodra e Gremit                                               |                                                              | хълм на З                                                    |
| Koria e Grënçit                                              | Кория на Гръче                                               | кория на З                                                   |
| Kodër e Grosheve                                             |                                                              | хълм с бобови ниви на С                                      |
| Kodra e Klishës                                              |                                                              | хълм с развалините на църква на С                            |
| Kodra e Plloçave                                             |                                                              | хълм на С, където са добивани плочи на покриви               |
| Kodra e Varreve                                              |                                                              | хълм със селското гробище на И                               |
| Korie                                                        |                                                              | ниви на З                                                    |
| Kroi i Vakëfit                                               |                                                              | гора с различни дървета на С                                 |
| Kroi i Priftit                                               | Попова чешма                                                 | чешма на З, която през лятото пресъхва                       |
| Kucura                                                       |                                                              | ниви на З                                                    |
| Kull’e Dervishit                                             | Кула на Дервиша                                              | развалини на кула на един дервиш на З                        |
| Lëndinat                                                     |                                                              | ниви на С                                                    |
| Lucaz                                                        |                                                              | ниви на З                                                    |
| Lum i Oshanjit                                               | Ошенска река                                                 | река, която минава през селото                               |
| Mburim i Plevicave                                           |                                                              | извор на С                                                   |
| Mike                                                         |                                                              | ниви на И                                                    |
| Padinat                                                      | Падина                                                       | ниви на З                                                    |
| Përtejlumit                                                  |                                                              | ниви отвъд реката                                            |
| Përroi i Vreshtave                                           |                                                              | порой на С, който има ниви и лозя от двете страни            |
| Përroi i Xhaferrit                                           |                                                              | порой на С                                                   |
| Plevicat e Kashtës                                           |                                                              | местност на С                                                |
| Plloçat                                                      |                                                              | местност на С, където са добивани плочи на покриви           |
| Rriponjtë                                                    |                                                              | ниви с нахут на Ю                                            |
| Rrumbullaket                                                 |                                                              | ниви на С                                                    |
| Selishtat                                                    | Селища                                                       | ниви на Ю                                                    |
| Tre lisat                                                    |                                                              | три дъба в нива отвъд реката на З                            |
| Urovishte                                                    | Уровище                                                      | ниви на С                                                    |
| Vakëfet                                                      |                                                              | ниви на С                                                    |
| Varrezat e të Krishterëve                                    |                                                              | християнски гробища на С                                     |
| Varr i Dervishit                                             |                                                              | гроб на И                                                    |
| Varri Mikez                                                  |                                                              | гроб на И                                                    |
| Vresht e Madhe                                               |                                                              | лозе на С                                                    |
| Vresht e Vogël                                               |                                                              | лозе на С                                                    |
| Zadrat                                                       | Задрат                                                       | хълмове в полето на З                                        |

| Година    | 1913 | 1920 | 1928 | 1940 | 1951 | 1961 | 1971 | 1981 | 1991 | 2001 | 2011 | 2021 |
| --------- | ---- | ---- | ---- | ---- | ---- | ---- | ---- | ---- | ---- | ---- | ---- | ---- |
| Население | 0    | 0    | 56   | 47   |      |      |      |      |      |      |      |      |